# Habrovany (okres Ústí nad Labem)
Obec Habrovany (německy Habrowan) se nachází v okrese Ústí nad Labem v Ústeckém kraji. Žije v ní 226 obyvatel.

## Název
Název vesnice je odvozen ze spojení ves Habrovanů, tj. lidí, kteří žijí v blízkosti habrového lesa. V historických pramenech se jméno uvádí ve tvarech: Habrowany (1542, 1646, 1654) a Habrowan (1787 a 1833).

## Historie
První písemná zmínka o Habrovanech pochází ze čtrnáctého století, kdy vesnice patřila k panství hradu Krupka. Později byla připojena k Teplicím a v šestnáctém století k Malhosticím. Od roku 1586 tvořila součást dobkovického statku. Podle Augusta Sedláčka byla ve vsi na začátku sedmnáctého století založena tvrz, kterou Kašpar starší Belvic z Nostvic prodal Mikulášovi Hochhauserovi z Hochhauzu, který ji připojil k Hliňanům. Mikuláš se zúčastnil stavovského povstání v letech 1618–1620, za což mu byl zkonfiskován majetek. Tomáš Václav Bílek však habrovanskou tvrz ve svém díle Dějiny konfiskací v Čechách po r. 1618 neuvedl, a proto je její existence sporná. Nasvědčovat by jí mohlo pomístní jméno Hrad, které označovalo místo, kde stával vrchnostenský dvůr.

## Obyvatelstvo
Při sčítání lidu v roce 1921 zde žilo 266 obyvatel (z toho 120 mužů), z nichž bylo 58 Čechoslováků, 193 Němců a patnáct cizinců. Až na devět evangelíků a čtyři židy se hlásili k římskokatolické církvi. Podle sčítání lidu z roku 1930 měla vesnice 256 obyvatel: 72 Čechoslováků, 183 Němců a jednoho cizince. Převažovala římskokatolická většina, ale žilo zde také osm evangelíků, tři členové církve československé a šest lidí bez vyznání.
|           | 1869 | 1880 | 1890 | 1900 | 1910 | 1921 | 1930 | 1950 | 1961 | 1970 | 1980 | 1991 | 2001 | 2011 |
| --------- | ---- | ---- | ---- | ---- | ---- | ---- | ---- | ---- | ---- | ---- | ---- | ---- | ---- | ---- |
| Obyvatelé | 270  | 257  | 237  | 264  | 286  | 266  | 256  | 145  | 119  | 140  | 138  | 177  | 185  | 183  |
| Domy      | 43   | 48   | 48   | 49   | 50   | 50   | 49   | 56   | 34   | 35   | 33   | 40   | 37   | 41   |

## Pamětihodnosti
- Kaple Panny Marie v Habrovanech z roku 1840 byla opravena roku 1970. Ve věžičce litinový zvon s několika linkami a nezřetelnou datací.